# Тойота Рейсинг
Вижте пояснителната страница за други значения на Тойота.
Тойота е отбор във Формула 1, който принадлежи на едноименната японска автомобилна компания. Участието на автомобилна компания във Формула 1 е логично продължение на дългогодишното ѝ участие в автомобилните спортове (Индикар, Чемпкар, Световен рали шампионат и др.). Освен като производител на шасита за собствения си тим е производител на двигатели както за своя тим, така и за други тимове от Формула 1.
Въпреки огромните средства, които се влагат в тима, резултатите са слаби, което води до критики към ръководството на екипа. През 2009 година, резултатите се подобряват като до четвъртия старт (Голяма награда на Бахрейн), екипа има едно 3-то място, а в старта за Голямата награда на Бахрейн, спечелва първите две места на старта.
Технически директор е Паскал Васелон.
В началото на ноември 2009 година, бордът на директорите на Тойота обявява официално оттеглянето си от Формула 1, като причина е посочена глобалната финасова криза.

## Навлизане във Формула 1
Още през 1999 става ясно, че Тойота има амбицията да влезе в шампионата на Формула 1, което се случва три години по-късно през 2002. През първия им сезон пилоти са опитният вече Мика Сало и дебютантът във Формула 1 Алън Макниш. Те печелят само 2 точки и така тимът остава на последното място в класирането при конструкторите.
През следващата година двамата пилоти са заменени с Оливие Панис и шампиона в КАРТ-сериите Кристиано да Мата. Панис е френски пилот, който дълго време е част от света на Формула 1, и опитът му в състезанията спомага развитието на Тойота. Този тандем донася 16 точки за екипа и 8-ото място в генералното класиране.
През 2005 година към Тойота се присъединява Ралф Шумахер. В края на сезон 2005 екипът наема и напусналия Рено – Ярно Трули.
През 2007 година тимът запазва пилотите си.
През 2008 година пилоти са Ярно Трули и Тимо Глок, който сяда на мястото на Ралф Шумахер. Тест пилот е Камуи Кобаяши.